# Regionala nyheter
Regionala nyheter eller lokala nyheter benämns sådana nyheter som enbart tar upp det som i nyhetsväg hänt inom regionen, att jämföra med vanliga nyhetsprogram (till exempel Rapport) som tar upp händelser inom hela landet och världen.